# Monarcha rubiensis
El monarca rufo (Monarcha rubiensis) es una especie de ave paseriforme de la familia Monarchidae endémica de la isla de Nueva Guinea. Su hábitat natural son los bosques tropicales o subtropicales húmedos de tierras bajas. No se encuentra amenazado.